# Yoon A-jung
Yoon A-jung (19 de noviembre de 1983) es una actriz surcoreana.

## Filmografía

### Serie de televisión
| Año         | Título                                       | Rol           | Red  |
| ----------- | -------------------------------------------- | ------------- | ---- |
| 2008        | Glass Castle                                 | Lee Joo-hee   | SBS  |
| 2009        | I'll Give You Everything                     | Cha Nam-joo   | KBS2 |
| 2011        | The Women of Our Home                        | Hong Joo-mi   | KBS1 |
| 2012        | Yellow Boots                                 | Choi Yoo-ra   | tvN  |
| 2012        | Drama Special "The Brightest Moment in Life" | Seo-jung      | KBS2 |
| 2013        | A Hundred Year Legacy                        | Kim Joo-ri    | MBC  |
| 2013        | Empress Ki                                   | Yeon-hwa      | MBC  |
| 2014        | Temptation                                   | Han Ji-sun    | SBS  |
| 2014        | Rosy Lovers                                  | Park Se-ra    | MBC  |
| 2019 - 2020 | Woman of 9.9 Billion                         | Yoo Mi-ra     | KBS2 |
| 2021        | River Where the Moon Rises                   | Hong-mae      | KBS2 |
| 2022        | A Secret House                               | Woo Min-young | MBC  |

### Cine
| Año  | Título                 | Rol     |
| ---- | ---------------------- | ------- |
| 2008 | The Moonlight of Seoul | Mi-seon |